# Pilisszántó
Pilisszántó è un comune dell'Ungheria di 2.433 abitanti (dati 2008) situato nella contea di Pest, nell'Ungheria settentrionale.